# 真田十勇士 (マキノノゾミ)
『真田十勇士』（さなだじゅうゆうし）は、2014年に上演された日本の舞台劇。真田十勇士を題材とした舞台作品は古くから数多く上演されてきたが、本作品はマキノノゾミの脚本、堤幸彦の演出、中村勘九郎の主演による。
2016年に再演と映画化作品の公開が同時期に行われ、小説も小学館より刊行された。

## 上演記録
2014年（初演）
- 日本テレビ開局60周年記念特別舞台として上演。大阪公演では加えて読売テレビ55周年記念舞台として上演。
- 青山劇場（1月7日-2月2日）、梅田芸術劇場メインホール（2月7日-2月19日）で上演。
- 語り（ナレーション）として坂東三津五郎が参加。

2016年
- 新国立劇場中劇場（9月11日-10月3日）、KAAT神奈川芸術劇場（10月8日-10月10日）、兵庫県立芸術文化センター KOBELCO 大ホール（10月14日-10月23日）で上演。
- 語り（ナレーション）として中村芝翫が参加。

## キャスト（舞台）
| 役名                 | 2014年       | 2016年     |
| -------------------- | ------------ | ---------- |
| 猿飛佐助             | 中村勘九郎   | 中村勘九郎 |
| 霧隠才蔵             | 松坂桃李     | 加藤和樹   |
| 火垂（ほたる）       | 比嘉愛未     | 篠田麻里子 |
| 真田幸村             | 加藤雅也     | 加藤雅也   |
| 根津甚八・豊臣秀頼   | 福士誠治     | 村井良大   |
| 三好伊三             | 鈴木伸之     | 荒井敦史   |
| 三好清海             | 駿河太郎     | 駿河太郎   |
| 由利鎌之助           | 加藤和樹     | 丸山敦史   |
| 筧十蔵               | 高橋光臣     | 高橋光臣   |
| 海野六郎             | 村井良大     | 栗山航     |
| 望月六郎             | 青木健       | 青木健     |
| 真田大助             | 中村蒼       | 望月歩     |
| 仙九郎               | 石垣佑磨     | 石垣佑磨   |
| 久々津壮介           | 音尾琢真     | 山口馬木也 |
| 淀殿                 | 真矢みき     | 浅野ゆう子 |
| 徳川家康（映像出演） | 平幹二朗     | 松平健     |
| 柳生宗矩             | 野添義弘     | 野添義弘   |
| 大野治長             | 奥田達士     | 奥田達士   |
| 大野治房             | 渡辺慎一郎   | 渡辺慎一郎 |
| みつ                 | 田島ゆみか   | 田島ゆみか |
| 毛利勝永             | -            | 荒木健太朗 |
| 後藤又兵衛           | 横山一敏     | 横山一敏   |
| 語り部               | 坂東三津五郎 | 中村芝翫   |

## スタッフ（舞台）
- 脚本 - マキノノゾミ
- 演出 - 堤幸彦
- 音楽 - ガブリエル・ロベルト（グランドファンク）
- 美術 - 松井るみ

## 映画
2016年9月22日に公開され、同時期に舞台版の再演も行われた。舞台版同様に脚本はマキノノゾミ、監督は堤幸彦が担当。撮影は2015年12月2日から2016年1月に行われた。

### キャスト（映画）
- 猿飛佐助 - 中村勘九郎[1]
- 霧隠才蔵 - 松坂桃李[1]
- 火垂 - 大島優子[1]
- 根津甚八／豊臣秀頼 - 永山絢斗[7]
- 筧十蔵 - 高橋光臣[7]
- 三好清海 - 駿河太郎[7]
- 海野六郎 - 村井良大[7]
- 三好伊三 - 荒井敦史[7]
- 真田大助 - 望月歩[7]
- 望月六郎 - 青木健[7]
- 由利鎌之助 - 加藤和樹[7]
- 仙九郎 - 石垣佑磨
- 久々津壮介 - 伊武雅刀
- 後藤又兵衛 - 佐藤二朗
- 大野治長 - 奥田達士
- 大野治房 - 渡辺慎一郎
- 毛利勝永 - 坂東工
- 長宗我部盛親 - 吉永秀平
- 本多正純 - 多田木亮佑
- 柳生但馬守宗矩 - 野添義弘
- 徳川家康 - 松平健[7]（特別出演）
- 真田左衛門佐幸村 - 加藤雅也[7]
- 淀殿 - 大竹しのぶ[7]
- 商屋のあるじ - 半海一晃
- 町の男 - 朝山知彦、山岸門人、瀬野和紀、原慎一
- 女中 - 小野瀬侑子
- 小姓 - 中村鶴松
- 東軍武将 - 甲斐将馬
- 徳川の吹き方 - 金すんら
- 徳川の太鼓役 - 奥砂京之介
- 豊臣重臣 - 山岡弘征
- 真田軍・侍 - 大石敦士、佐々木恭祐、佐藤佑哉、海野恭二
- 大坂城・侍 - 米本学仁
- 花売り - 笹部功志
- 長屋の女 - 森りさ
- 長屋の子供たち - 中村瑠輝人、田澤大和、石井凛太朗、後藤小太郎、小溝凪、宍戸准之助
- ナレーション - 松平定知

### スタッフ（映画）
- 監督 - 堤幸彦
- 脚本 - マキノノゾミ、鈴木哲也
- 音楽 - ガブリエル・ロベルト
- 主題歌 - 松任谷由実「残火」[8]（EMI Records / ユニバーサルミュージック）
- アクション監督 - 諸鍛冶裕太
- VFXスーパーバイザー - 朝倉怜
- 製作指揮 - 中山良夫
- 製作 - 大角正、佐藤直樹、熊谷宜和、藪下維也、永井聖士、安部順一、弓矢政法、長坂信人
- ゼネラル・プロデューサー - 奥田誠治
- エグゼクティブ・プロデューサー - 門屋大輔、今泉浩美
- 企画・プロデュース - 松村英幹
- プロデューサー - 飯沼伸之、伊藤卓哉、福島聡司
- 撮影 - 唐沢悟
- 美術 - 清水剛
- 照明 - 木村匡博
- 録音 - 鴇田満男
- 編集 - 伊藤伸行
- 音楽プロデューサー - 茂木英興
- 監督補 - 稲留武
- 助監督 - 宮村敏正
- 衣装デザイン - 黒澤和子
- 真田紐指導 - 真田紐師江南　和田伊三男
- 装飾 - 高橋光
- VFX監修 - 野崎宏二
- アニメーション監督 - 橋本満明
- 音響効果 - 北田雅也
- 記録 - 奥平綾子
- 現場編集 - 似内千晶
- 監修 - 北川央
- キャスティング - 高屋隆太
- 製作担当 - 浅井洋一
- 宣伝統括プロデューサー - 増田真一郎
- 宣伝プロデューサー - 室伏達也、三原知之
- ラインプロデューサー - 宿崎恵造
- アソシエイトプロデューサー - 櫛山慶、松永弘二
- 配給 - 松竹・日活
- 制作プロダクション - オフィスクレッシェンド
- 企画・製作 - 日本テレビ放送網
- 製作 - 『真田十勇士』製作委員会（日本テレビ放送網、松竹、日活、D.N.ドリームパートナーズ、読売テレビ放送、電通、ポニーキャニオン、読売新聞社、ジェイアール東日本企画、オフィスクレッシェンド、札幌テレビ放送、宮城テレビ放送、静岡第一テレビ、中京テレビ放送、広島テレビ放送、福岡放送）

## 関連商品
DVD / Blu-ray
- 舞台『真田十勇士』（2016年9月21日）
  - 2014年上演の舞台の本編、中村勘九郎と松坂桃李の対談映像が収録。

小説
- 日笠由紀（堤幸彦 監督、マキノノゾミ・鈴木哲也 脚本）『真田十勇士』小学館ジュニア文庫、2016年9月8日発売 ISBN 978-4-09-230885-5